# Max Rooses
Max Rooses (1839-1914) est un critique, historien de l'art et conservateur de musée belge.

## Éléments biographiques
Maximilien Rooses naît à Anvers le 10 février 1839 dans un milieu aisé. Diplômé en philosophie et lettres de l'université de Liège, il enseigne le néerlandais aux athénées de Namur et de Gand, ville où il cofonde en 1867 Het Volksbelang (nl), un journal libéral progressiste. Il est nommé en 1876 conservateur du musée Plantin-Moretus d'Anvers. En 1886, il est également l'un des membres fondateurs de la Koninklijke Vlaamse Academie voor Taal- en Letterkunde. Il est élu membre de l'Académie royale de Belgique le 10 janvier 1889. En 1905, il fonde avec Paul Fredericq la revue culturelle De Vlaamse Gids.
Max Rooses meurt dans sa ville natale le 15 juillet 1914.

## Engagements
Max Rooses était un libéral. Membre du Willemsfonds, il milita pour la néerlandisation de l'université de Gand – il présida la Vlaamsche Hoogeschoolcommissie créée en 1907 – et de l'enseignement secondaire en Flandre. En 1913, il fut l'un des confondateurs du Liberaal Vlaams Verbond (nl), une association libérale flamingante. Il était également franc-maçon.

## Publications
- Geschiedenis der Antwerpsche schildersschole, 1873
- Levensschets van Jan Frans Willems, 1874
- Schetsenboek, 1877
- Over de Alpen, 1880
- Christophe Plantin, 1882
- Nieuw Schetsenboek, 1882
- Derde Schetsenboek, 1885
- L'Œuvre de P. P. Rubens, 1886-1892
- Letterkundige Studiën, 1894
- Oude en nieuwe kunst, 1895-1896
- Alexander Struys, 1896[5]
- Vijftig meesterwerken van Antoon van Dijck, 1900
- Rubens' leven en werken, 1903
- Jordaens' leven en werken, 1906
- Le Musée Plantin-Moretus , 1914